# Football Club Stade Lausanne Ouchy
Actualités
Le FC Stade Lausanne Ouchy (abrégé SLO) est un club de football basé à Lausanne en Suisse.
Le club voit le jour en 2000, à la suite de la fusion de deux équipes : le FC Ouchy et le FC Stade Lausanne. La première est créée en 1895 sous le nom FC La Villa Ouchy et fait partie des clubs fondateurs de l'association suisse de football. La deuxième apparaît en 1901 (année retenue pour le logo actuel) en tant que FC Signal Lausanne. En 1926, l'équipe devient la section football du club omnisports Stade Lausanne et se renomme par conséquent le FC Stade Lausanne.
Le SLO est en premier lieu un club de quartier, mais parvient à se faire un nom au niveau national grâce à des résultats sportifs lui permettant de passer de la cinquième division suisse en 2014 à la Challenge League (2ème échelon national) en 2019,,,. La consécration de ce parcours advient en juin 2023 lorsque le SLO accède à l'élite du football helvétique pour la première fois de son histoire en battant le réputé FC Sion en matchs aller-retour de promotion/relégation,,. Néanmoins, les Stadistes redescendent en Challenge League l'année suivante,.

## Histoire

### Origines et vies de deux clubs amateurs historiques de la ville de Lausanne
Au cours du XIXe siècle, le football s’organise peu à peu comme un sport à part dans l’Angleterre victorienne. La pratique du football s’étend et entame alors sa première mondialisation au gré des intérêts touristiques, académiques, commerciaux et industriels des Britanniques. Entre 1860 et 1880, Lausanne est l’une des premières villes européennes en dehors de Grande-Bretagne et d'Irlande à accueillir un club de football, un football certes bien différent de celui d’aujourd’hui tant les règles du jeu sont encore variables à l’époque. Fondé par des étudiants anglais et strictement réservés aux Anglais, il s’agit du Lausanne Football and Cricket Club,,,. Celui-ci n’entretient aucun lien historique direct avec le SLO, mais nous rappelle que le football n’est de loin pas inconnu en ville de Lausanne à la fin du XIXe siècle ; la fondation du FC La Villa Ouchy en 1895 et celle du FC Signal Lausanne en 1901 s'inscrivent dans cette émulation. Elles coïncident à quelques années près avec la création du Montriond Football Club en 1896 qui deviendra la principale équipe de la ville, le Lausanne-Sport,,
L'équipe du quartier d'Ouchy est fondée en 1895 sous le nom FC La Villa Ouchy et fait partie des clubs fondateurs de l'association suisse de football. En 1897, il participe ainsi au premier championnat national de football organisé et financé par le journal La Suisse sportive. Le club change de  nom en 1918 et devient le FC Ouchy (parfois appelé FC Ouchy-Olympic). Le club évolue en 1ère ligue jusqu'en 1944. Puis, il oscille entre la 2e et 4e ligue.

En 1901, se forme le FC Signal Lausanne. Initialement, le club joue sur les hauteurs de la ville, dans le quartier de Sauvabelin (d'où le nom « Signal » qui, en Suisse romande, désigne un lieu situé sur une élévation, souvent équipé d´un poste de garde qui pouvait communiquer une alarme). Ensuite, il déménage successivement à la Pontaise, puis à l’avenue de Cour. En 1926, le FC Signal Lausanne fusionne avec le Cercle des Sports, un club omnisports fondé en 1907, pour former le FC Stade Lausanne. En 1929, le club remporte son groupe de série promotion, l'ancêtre de la Challenge League, mais échoue de justesse à accéder à l'élite du football suisse en perdant un match de barrage. Entre 1929 et 1939, le club est présidé par le futur général commandant en chef de l'Armée suisse lors de la Seconde Guerre mondiale, à savoir Henri Guisan. Par la suite, le Stade Lausanne évolue principalement entre la 3e et la 1ère ligue. Stabilisé à ce troisième échelon au niveau national, il participera à quatre reprises aux finales d'accession en Ligue Nationale B (un autre ancêtre de la Challenge League) sans parvenir à monter. Entre 1971 et 1996, il a pour figure de proue l'ancien international suisse et joueur du Lausanne-Sport Richard Dürr. Celui-ci évolue au sein du club tour à tour en tant que joueur, entraîneur et président.

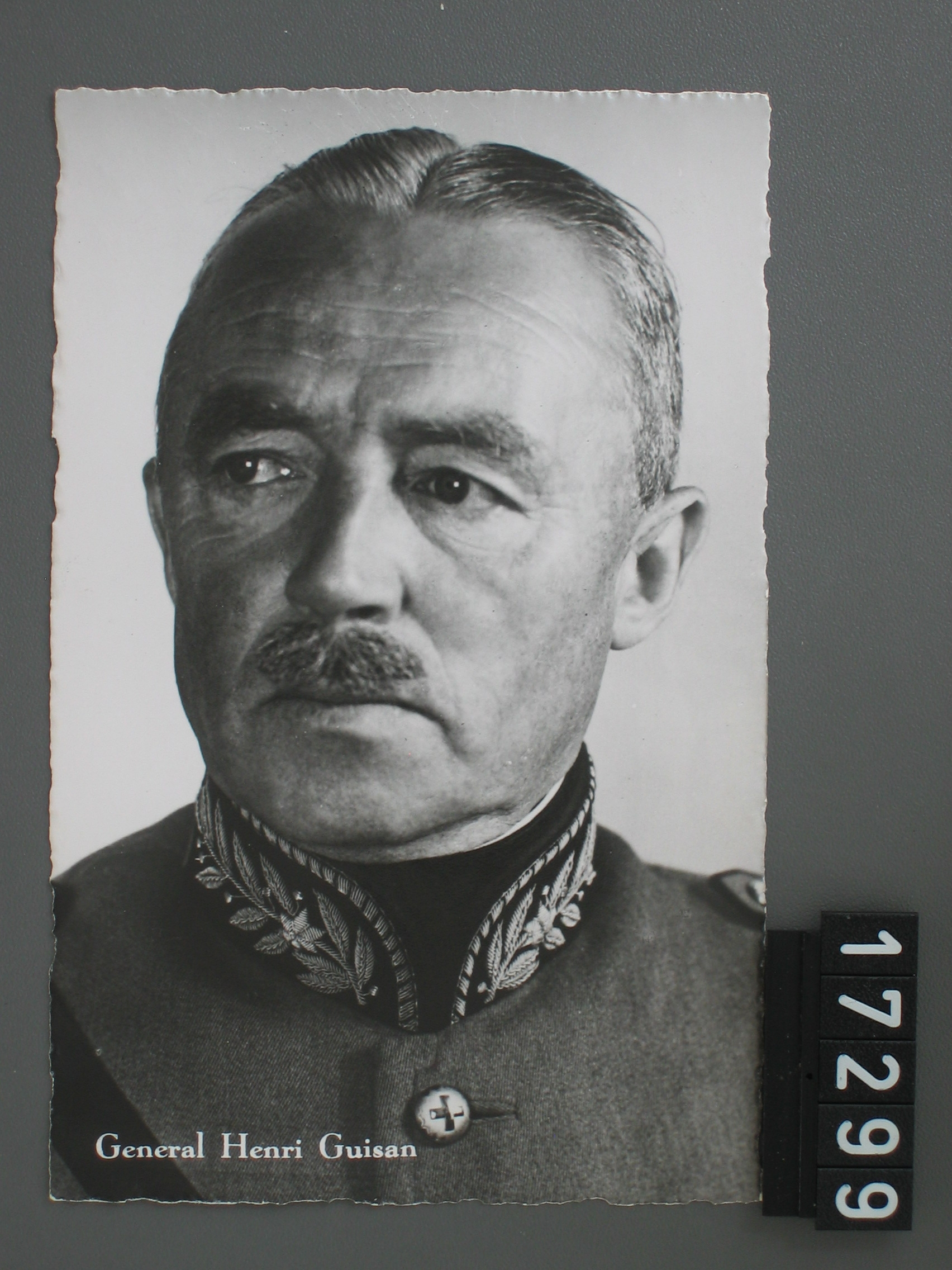
Henri Guisan, président du Stade Lausanne de 1929 à 1939.
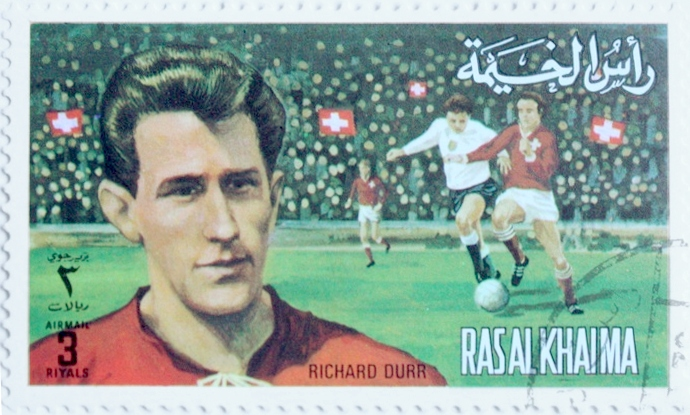
Richard Dürr, une personnalité marquante et importante du FC Stade Lausanne.

### La fusion et l'ascension jusqu'au football professionnel
En 2000, les deux clubs fusionnent. De 2005 à 2014, le SLO évolue en 2e ligue interrégionale. Puis, le club grimpe progressivement les échelons. À l'issue de la saison 2013-2014, les Stadistes obtiennent la promotion en 1re ligue. Après 3 saisons dans cette quatrième division suisse, le SLO termine 1er du championnat et décroche la promotion au niveau supérieur en 2017. Les rouges et blancs connaissent donc une deuxième promotion, sans relégation, en moins de 5 ans. Ils accèdent ainsi à la Promotion League, troisième division suisse dans laquelle ils retrouvent d'autre clubs vaudois comme le Stade Nyonnais, le FC Bavois ainsi que le Yverdon-Sport,,.
Le club effectue deux saisons en Promotion League avant une nouvelle promotion, cette fois-ci en Challenge League, et ce au terme de la saison 2018-2019. Selon la presse, cette ascension fulgurante vers le football professionnel tient notamment au travail d'Andrea Binotto, entraîneur de l'équipe première de 2012 à 2020,,,.

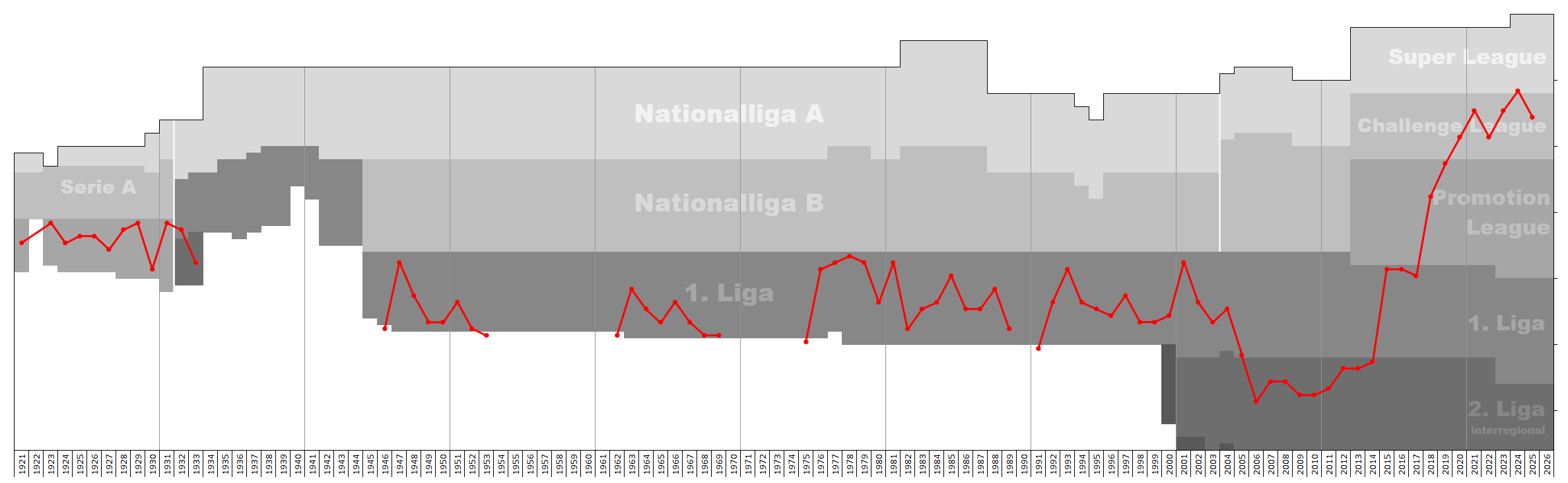
L'ascension du SLO jusqu'en Super League.

### Reprise financière et affirmation comme club professionnel
Cette promotion sportive se concrétise aussi grâce au sauvetage financier effectué par l'entrepreneur-horloger Vartan Sirmakes en février 2019,. En effet, le club souffrait alors de grandes incertitudes budgétaires. Alors que Vartan Sirmakes était président du Stade Nyonnais lors de cette reprise, il devient quelque temps plus tard le propriétaire, mais aussi le président du SLO,.
Pour sa première saison en Challenge League, en raison de la non-homologation de son stade par la Swiss Football League, le FC Stade Lausanne Ouchy joue ses matchs à domicile au centre sportif de Colovray de Nyon. Ensuite, en 2020, après le déménagement du FC Lausanne-Sport au stade de la Tuilière, le SLO évolue dans le stade historique de Lausanne, le stade olympique de la Pontaise. La première saison du SLO en Challenge League voit les Stadistes terminer à la septième place et donne l'occasion de suivre plusieurs derbies lausannois avec son voisin, le Lausanne-Sport. Après deux autres saisons solides en deuxième division suisse, le SLO écrit une page d'histoire en juin 2023. Il parvient à rejoindre l'élite du football helvétique en prenant le meilleur sur le FC Sion en deux matchs de barrage,,. Il ne réussit toutefois pas à s'y maintenir et retrouve la Challenge League en 2024,.

## Stade et soutien
Le SLO évolue historiquement au stade Juan-Antonio-Samaranch, dans le quartier de Vidy, au bord du lac. Toutefois, dès son arrivée dans le football professionnel, il a dû s'exiler à deux reprises pour remplir les exigences de la Swiss Football League,.
Si depuis 2020 le SLO est bien installé au stade olympique de la Pontaise, son avenir y est incertain. En effet, la Pontaise a vocation à perdre sa fonction d'enceinte sportive selon les projets urbanistiques de la Ville de Lausanne,,. Cette intention est cependant couplée à la volonté de maintenir en ville un stade d'athlétisme pour pérenniser un événement comme Athletissima. Un nouveau stade pour atteindre ce but est ainsi envisagé au bord du lac, à Vidy. Toutefois, la commune de Lausanne ne souhaite pas y permettre des matchs de football. Elle estime que le SLO et le Lausanne-Sport (LS) peuvent partager le stade de la Tuilière, mais rien n'indique que le LS soit disposé à une telle éventualité,,.
Le SLO regrette un manque de soutien politique en comparaison avec les engagements communaux de ces dernières années pour le Lausanne-Sport. Il déplore de ne pas être inclus dans les discussions pour le futur nouveau stade d'athlétisme et tente en parallèle de sauver le stade olympique de la Pontaise, entre autres en faisant appel au Comité international olympique,,.

Ce manque d'appui politique se conjugue avec une difficulté à bénéficier d'un soutien populaire étendu ; le public stadiste est réputé clairsemé au regard des divisions dans lesquelles le club évolue depuis plusieurs années,,,. Lors de sa saison en Super League en 2023-2024, il est le club qui a accueilli le moins de spectateurs (2909 personnes par match, un chiffre moyen vraisemblablement accru par la présence des supporters visiteurs et les derbies lausannois) ,,. Cette situation tient à plusieurs facteurs. La rapidité avec laquelle le SLO est passé du statut de club de quartier au professionnalisme ne permet pas la fidélisation immédiate d'un nouveau public ; un tel processus se fait a fortiori progressivement et sur le long terme,. En outre, le bassin de population de l'agglomération lausannoise, au contraire de celui de Zurich,, rend compliquée, à Lausanne, la cohabitation de deux clubs de football professionnel avec des assistances satisfaisantes. À plus forte raison, concernant le football, mais aussi le hockey sur glace, la ville dispose déjà de deux équipes historiques pour lesquelles l'attachement et le soutien sont plus solidement établis parmi la population. En effet, le Lausanne-Sport et le Lausanne Hockey Club drainent la plupart des Lausannois amateurs de rencontres sportives professionnelles.

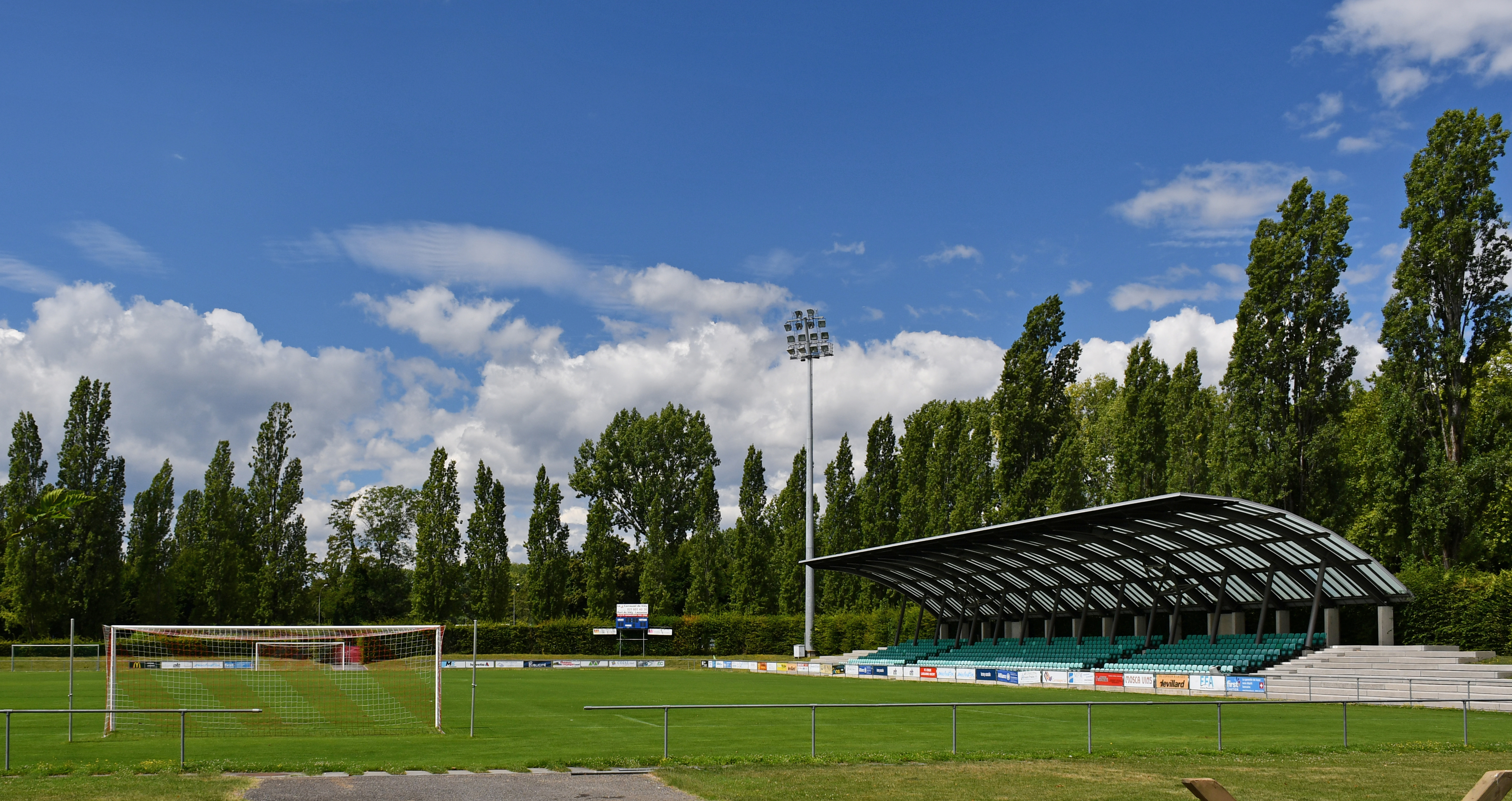
Situé dans le quartier de Vidy, le stade Juan-Antonio-Samaranch est l'enceinte historique du SLO, mais il ne répond pas aux normes de la Swiss Football League pour y organiser des matchs professionnels.
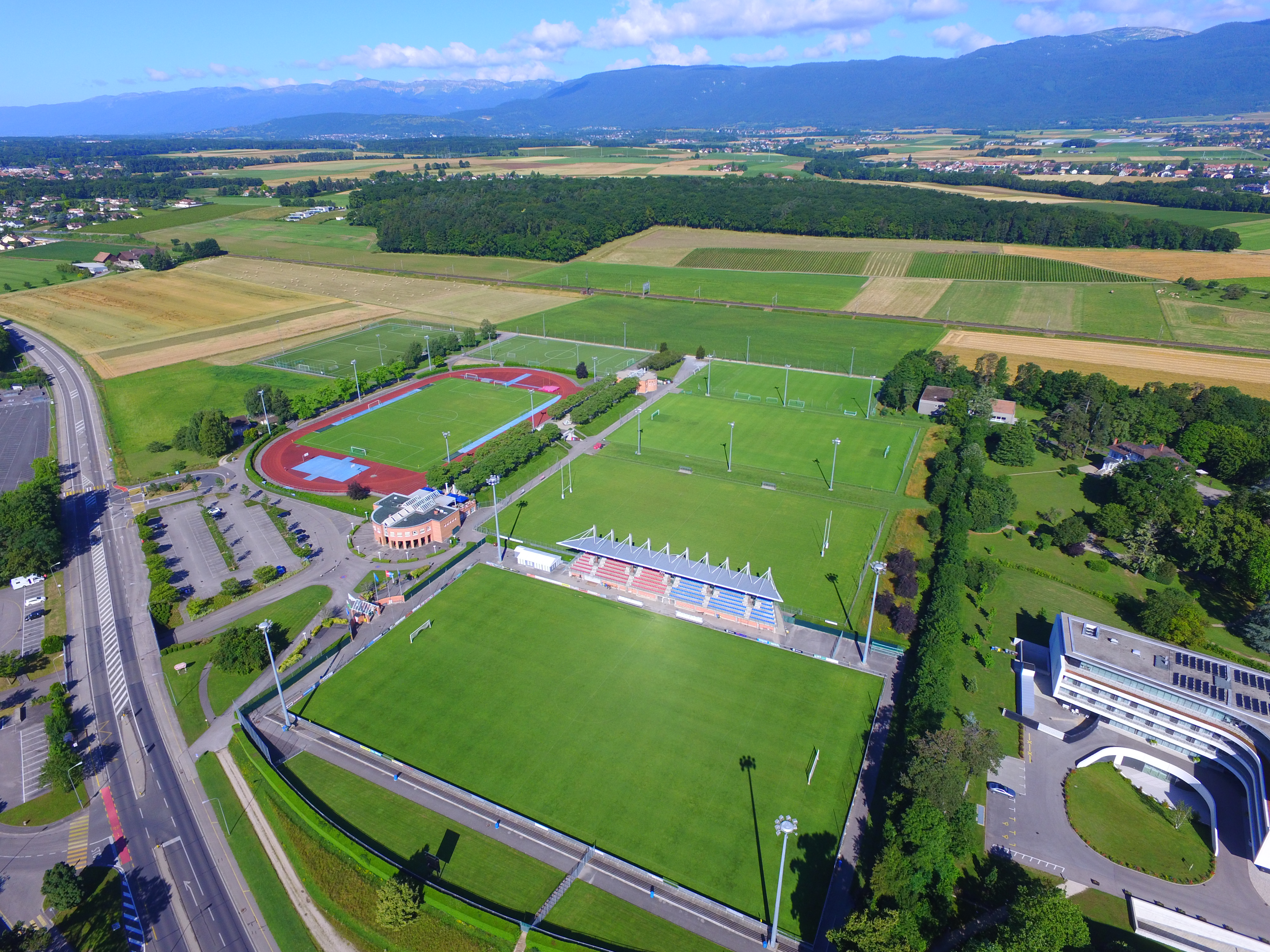
Lors de sa promotion en Challenge League en 2019, le SLO est forcé de jouer en dehors de la ville de Lausanne. Il choisit alors le stade Colovray, à Nyon, comme écrin[32].
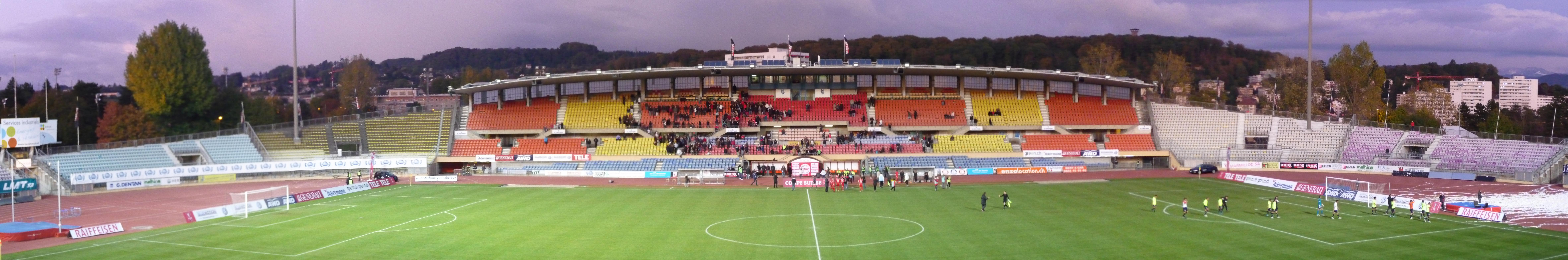
Depuis 2020, le SLO joue à nouveau à Lausanne. Il s'installe au stade olympique de la Pontaise, étant donné que le Lausanne-Sport l'abandonne cette même année pour s'établir au stade de la Tuilière[34].

## Palmarès
- Promotion League (1)
  - Champion : 2019

### Exploits en coupe
Le SLO élimine deux fois le FC Sion en Coupe suisse. La première fois lors de l'édition 2017-2018 sur le score de 2 à 1 face à son public au Stade Juan Antonio Samaranch. La seconde fois, lors du deuxième tour en 2021, au Stade olympique de la Pontaise.

### Parcours
| - 2005 - 2014 : 2e ligue interrégionale (5e division) - 2014 - 2017 : 1re ligue (4e division) - 2017 - 2019 : Promotion League (3e division) - 2019 - 2023 : Challenge League (2e division) - 2023 - 2024: Super League (1re division) - 2024 - : Challenge League (2e division) |

### Promotions
- 2014 : est promu en Première ligue
- 2017 : est promu en Promotion League
- 2019 : est promu en Challenge League
- 2023 : est promu en Super League

### Bilan saison par saison
| Saison    | Champ            | Cl  | Pts | J  | G  | N  | P  | Bp | Bc | Diff | Coupe de Suisse | Coupe d'Europe | Autres compétitions | M. buteur | B  | Entraîneur             | Aff       |
|           |                  |     |     |    |    |    |    |    |    |      |                 |                |                     |           |    |                        |           |
| --------- | ---------------- | --- | --- | -- | -- | -- | -- | -- | -- | ---- | --------------- | -------------- | ------------------- | --------- | -- | ---------------------- | --------- |
| 2018-2019 | Promotion League | 1er | 69  | 30 | 21 | 6  | 3  | 74 | 28 | 46   |                 |                |                     | Lahiouel  | 22 | Binotto                |           |
| 2019-2020 | Challenge League | 7e  | 42  | 36 | 11 | 9  | 16 | 47 | 64 | -17  | 1/8e finale     |                |                     | Lahiouel  | 7  | Binotto                | +000373,  |
| 2020-2021 | Challenge League | 3e  | 44  | 46 | 15 | 13 | 18 | 57 | 39 | 18   | 1/16e finale    |                |                     | Lahiouel  | 12 | Kodro                  | +0 00080, |
| 2021-2022 | Challenge League | 7e  | 44  | 36 | 12 | 8  | 16 | 46 | 50 | -4   | 1/8e finale     |                |                     | Labeau    | 16 | Kodro                  | +000471,  |
| 2022-2023 | Challenge League | 3e  | 60  | 36 | 17 | 9  | 10 | 70 | 53 | 17   | 16e de finale   |                |                     | Okou      | 19 | Braizat                | +001 190, |
| 2023-2024 | Super League     | 12e | 23  | 33 | 5  | 8  | 20 | 33 | 66 | -33  | 1/8e finale     |                |                     | Ajdini    | 8  | Braizat, puis Dionisio | +002 909, |
| 2024-2025 | Challenge League |     |     |    |    |    |    |    |    |      | à venir         |                |                     |           |    |                        |           |
| Saison    | Champ            | Cl  | Pts | J  | G  | N  | P  | Bp | Bc | Diff | Coupe de Suisse | Coupe d'Europe | Autres compétitions | M. buteur | B  | Entraîneur             | Aff       |

Champ = championnat ; Cl = classement ; Pts = points ; J = joués ; G = gagnés ; N = nuls ; P = perdus ; Bp = buts pour ; Bc = buts contre ; Diff = différence de buts

C1 = Ligue des champions (depuis 1992, Coupe des clubs champions de 1955 à 1992) ; C2 = Coupe des coupes (de 1961 à 1999) ; C3 = Ligue Europa (depuis 2009, Coupe UEFA de 1971 à 2009, Coupe des villes de foires de 1955 à 1971) ; C4 = Ligue Conférence (depuis 2024, Ligue Europa Conférence de 2021 à 2024) ; CI = Coupe Intertoto (de 1995 à 2008)

M. buteur = meilleur buteur en championnat; B = buts marqués par le meilleur buteur en championnat; Aff = affluence moyenne en championnat
champion, vainqueur ou meilleur buteurvice-champion ou finalistepromubarrage de promotionreléguébarrage de relégation

## Personnalités du club

### Quelques anciens joueurs
| Suisse - Zeki Amdouni - Justin Hammel | Europe - Ismaël Gharbi - Andy Laugeois - Brighton Labeau | Reste du monde - Dylan Tavares |